# Milizia dell'Esercito Popolare di Liberazione
La Milizia Cinese è una forza paramilitare operante in Cina in ruoli più secondari che primari. È dipendente dall'Esercito Popolare di Liberazione.